# Gotthelm oder Mythos Claus
Gotthelm oder Mythos Claus ist ein Theaterstück des Ingeborg-Bachmann-Preisträgers Michael Lentz. Es wurde am 25. Januar 2007 am Schauspiel Frankfurt uraufgeführt. Idee und Konzept des Stückes entstanden in Zusammenarbeit mit dem Schriftsteller, Medien- und Maschinenkünstler Uli Winters. Das als „Trophobie“ untertitelte Stück erschien im Druck bei S. Fischer. 
Es handelt sich um das erste aufgeführte Theaterwerk des Autors.

## Handlung
Ort des Dramas ist ein Frisiersalon. In diesem sitzen sieben Frauen (alle mit Namen Claus) über den Kreuzworträtseln der Yellow Press, dem Lösungswort Gott nachspürend.
Die Bezeichnung „Trophobie“ ist im Hinblick auf den gemeinsamen Namen „Claus“ der auftretenden Personen als Wortspiel auf „Klaustrophobie“ zu erklären. Der „Gotthelm“ (im Stück eine Trockenhaube) bzw. der Gesamttitel gehen auf den Neurotheologen Michael Persinger zurück, der davon ausgeht, dass neuronale Impulse mystische Erlebnisse anregen können.

## Aufnahme
Christian Gampert vom Deutschlandfunk nannte die Inszenierung der Uraufführung durchaus positiv gemeint „eine chaotische Podiumsdiskussion mit grauenvoll geschmacklos gekleideten Sprech-Harlekinen, Schauspielerinnen, die Text agieren, hauchen, flüstern, schreien, prusten, zucken, hyperventilieren, verkörperlichen.“ Dem Stück selbst bescheinigte er „kreiselnde, blitzschnell assoziierenden Sprachspiele“. Die Welt nannte das Stück in einer Textkritik eine „virtuose, groteskkomische Gottsucher-Sprachspielerei“.

## Einzelbelege
1. ↑  http://www.dradio.de/dlf/sendungen/kulturheute/587313/
2. ↑  Rezension Theater Theater 17; S. Fischer, In: Die Welt (vom 26. April 2008)